# Platypygus kurdorum
Platypygus kurdorum är en tvåvingeart som beskrevs av Paramonov 1929. Platypygus kurdorum ingår i släktet Platypygus och familjen svävflugor. Inga underarter finns listade i Catalogue of Life.